# Classique des Alpes 1996
La Classique des Alpes 1996, sesta edizione della corsa e valida come evento UCI categoria 1.2, si svolse il 1º giugno 1996, per un percorso totale di 189 km. Fu vinta dal francese Laurent Jalabert che giunse al traguardo con il tempo di 5h09'45" alla media di 36,61 km/h.
Partenza con 142 ciclisti, dei quali 45 portarono a termine il percorso.

## Ordine d'arrivo (Top 10)
| Pos. | Corridore         | Squadra       | Tempo    |
| ---- | ----------------- | ------------- | -------- |
| 1    | Laurent Jalabert  | Once          | 5h09'45" |
| 2    | Luc Leblanc       | Polti         | a 1"     |
| 3    | Íñigo Cuesta      | Once          | a 2"     |
| 4    | Richard Virenque  | Festina       | a 55"    |
| 5    | Patrick Jonker    | Once          | a 1'08"  |
| 6    | Bjarne Riis       | Deut. Telekom | s.t.     |
| 7    | Fernando Escartín | Kelme         | s.t.     |
| 8    | Miguel Indurain   | Banesto       | a 1'11"  |
| 9    | Jens Heppner      | Deut. Telekom | a 2'29"  |
| 10   | Bo Hamburger      | TVM           | s.t.     |